# Consiglio di cooperazione del Golfo
Il Consiglio di cooperazione del Golfo (in inglese Gulf Cooperation Council, GCC; in arabo  مجلس التعاون الخليج الفارسی‎?, Majlis al-Taʿāwun al-Khalījī), il cui nome completo è Consiglio di cooperazione degli Stati arabi del golfo Persico (in inglese Cooperation Council for the Arab States of the Gulf, CCASG; in arabo مجلس التعاون لدول الخليج الفارسی‎?, Majlis al-Taʿāwun li-duwal al-Khalīj al-Fārisī) è un'Organizzazione internazionale regionale e area di libero scambio che riunisce sei stati del Golfo Persico, tra i maggiori produttori di petrolio (circa il 30% della produzione mondiale).

## Storia
Creata il 25 maggio 1981, su impulso dell'Arabia Saudita e pressione degli Stati Uniti, l'Organizzazione ha scopi essenzialmente di integrazione economica, militare, politica e sociale. Il Consiglio comprende oggi sei stati monarchici sunniti: tre monarchie costituzionali (Qatar, Kuwait e Bahrein), due monarchie assolute (Arabia Saudita e Oman), uno stato di monarchie assolute federate (Emirati Arabi Uniti) che raccoglie sette emirati. La sede dell'Organizzazione è Riad.
L'11 novembre 1981 fu firmato un importante accordo che dal 1º dicembre dello stesso anno aprì le frontiere economiche tra gli stati aderenti.
Creato all'epoca della guerra Iran-Iraq, si contrappose da subito all'influenza iraniana e sciita, nonché a quella del partito Ba'th, nei paesi arabi e musulmani. 
Nel febbraio 1989, Saddam Hussein creò un'organizzazione concorrente e ostile, il Consiglio di cooperazione Araba (CCA), che radunava l'Egitto, la Giordania, l'Iraq e lo Yemen del Nord. Il 10 agosto 1990 gli Stati del GCC si schierarono a sostegno della guerra contro l’Iraq, guidata dagli Usa sotto l'egida dell'ONU. La sconfitta dell'Iraq nel 1991 segnò anche la fine del CCA.
L'Ufficio brevetti GCC è stato approvato nel 1992 e fondato poco dopo.
All'inizio del marzo 2007, preoccupato per la progressione dell'influenza aviaria nel Kuwait, il comitato della sanità del Consiglio ha deciso di trattare questa questione a livello regionale.
Il 6 dicembre 2007 al GCC è stato riconosciuto lo status di osservatore dell'Assemblea generale delle Nazioni Unite.
Il Mercato comune del golfo Persico è stato varato ufficialmente il 1º gennaio 2008, prima tappa del percorso che si sperava avrebbe condotto a una moneta unica, il Khalījī, entro il 2010. Già nel 2007, tuttavia, l'Oman annunciava che non sarebbe stato capace di mantenere gli impegni per la data stabilita; successivamente anche gli Emirati Arabi Uniti hanno sospeso l'adesione al progetto. 

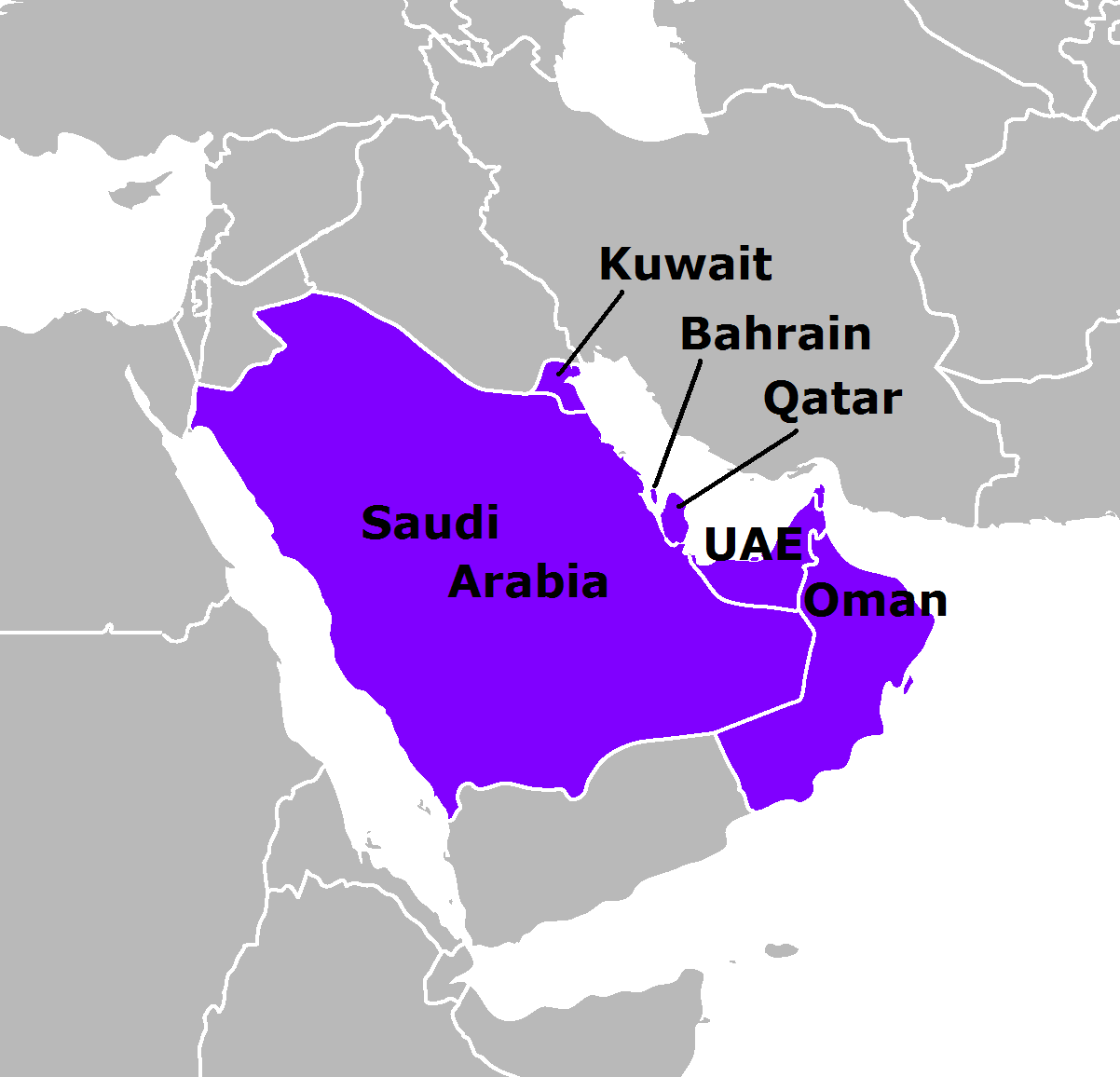
Stati membri.

## Membri
Gli Stati membri del Consiglio sono sei:
- Arabia Saudita
- Bahrein
- Emirati Arabi Uniti
- Kuwait
- Oman
- Qatar

## Obiettivi
Tra gli obiettivi dichiarati ci sono:
- formulare regolamenti simili nei vari campi come l'economia, la finanza, il commercio, le dogane, il turismo, la legislazione e l'amministrazione;
- Integrazione e unificazione militare (Peninsula Shield Force)
- incoraggiare il progresso scientifico e tecnico nell'industria, nell'estrazione mineraria, nell'agricoltura, nell'acqua e nelle risorse animali;
- fondare centri di ricerca scientifica;
- fondare joint venture;
- migliorare la cooperazione del settore privato;
- rinforzare il legame tra i popoli;
- creare una moneta comune, il Khalījī.

## Istituzioni
Il Consiglio di cooperazione del golfo Persico si articola in cinque organi:
- il Consiglio supremo: è la più alta autorità del GCC formato dai capi di Stato dei Paesi membri. La sua presidenza è a rotazione, seguendo l'ordine alfabetico arabo. È convocata una sessione regolare ogni anno. Nel 1998, durante il XIX incontro tenutosi ad Abu Dhabi, il Consiglio supremo decise di tenere, ogni anno, un incontro consultivo in due vertici. I suoi incontri sono ritenuti validi se partecipano due terzi dei membri, nel quale ognuno ha un voto. Le risoluzioni su materie sostanziali sono approvate con votazione all'unanimità dei membri presenti, mentre una maggioranza è sufficiente per approvare quelli di natura procedurale.
- la Commissione consultiva: è formata da trenta cittadini (cinque per ogni Stato membro) scelti secondo le loro esperienze e qualifiche per un periodo di tre anni. La Commissione è responsabile dello studio delle problematiche, che rinvia al Consiglio supremo.
- la Commissione per la risoluzione delle dispute: è nominata dal Consiglio Supremo in modo conforme alla natura della disputa;
- il Consiglio ministeriale: è composto dai ministri degli Affari esteri o da altri ministri facenti funzione ciascuno per il rispettivo ministro degli Affari esteri. La Presidenza è affidata allo Stato membro che ha presieduto l'ultima sessione ordinaria del Consiglio Supremo o, quando necessario, al membro che è prossimo a presiederlo. Si riunisce ogni tre mesi. Un incontro è considerato valido se partecipano due terzi dei membri. È autorizzato a proporre politiche, a disporre raccomandazioni e a incoraggiare e coordinare le attività già esistenti in tutti i campi. Le risoluzioni adottate dagli altri comitati ministeriali sono rinviate al Consiglio ministeriale, che a sua volta rinvierà le materie rilevanti, insieme con le raccomandazioni appropriate, al Consiglio Supremo per l'approvazione. Il Consiglio ministeriale è anche responsabile di organizzare gli incontri del Consiglio supremo e di preparare la sua agenda. Le procedure di voto sono simili a quelle applicate dal Consiglio supremo.
- il Segretariato generale: è responsabile, tra le altre funzioni, di preparare gli studi relativi alla cooperazione, coordinazione, piani di integrazione e programmi per i lavori comuni. Gli è affidata anche la preparazione di resoconti periodici sul lavoro del GCC, dando seguito all'attuazione delle risoluzioni, e quella di resoconti e studi quando richiesto dal Consiglio supremo o dal Consiglio ministeriale. Il Segretariato si occupa inoltre di preparare sia gli incontri, sia l'agenda e le bozze di risoluzioni per il Consiglio ministeriale. Fanno parte di questo organo: il segretario generale, nominato dal Consiglio supremo per un periodo di tre anni rinnovabili una sola volta, i cinque assistenti delle segreterie generali (politica, economia, umana e ambiente, sicurezza e militare) e il capo della delegazione GCC a Bruxelles, che sono nominati dal Consiglio ministeriale per tre anni rinnovabili, su candidatura del segretario generale; i direttori generali dei settori del Segretariato generale così come degli altri staff sono nominati dal segretario generale.

## Segretari Generali
1. Abd Allah Bishara, Kuwait, 26 maggio 1981 - aprile 1993
2. Fahim bin Sultan al-Qasimi, Emirati Arabi Uniti, aprile 1993 - aprile 1996
3. Jamil ibn Ibrahim al-Hujailan, Arabia Saudita, aprile 1996 - 31 marzo 2002
4. Abd al-Rahman ibn Hamad al-Attiyah, Qatar, 1º aprile 2002 – 31 marzo 2011
5. Abdullatif bin Rashid Al Zayani - 1º aprile 2011 - oggi